# Distrikt Nasca

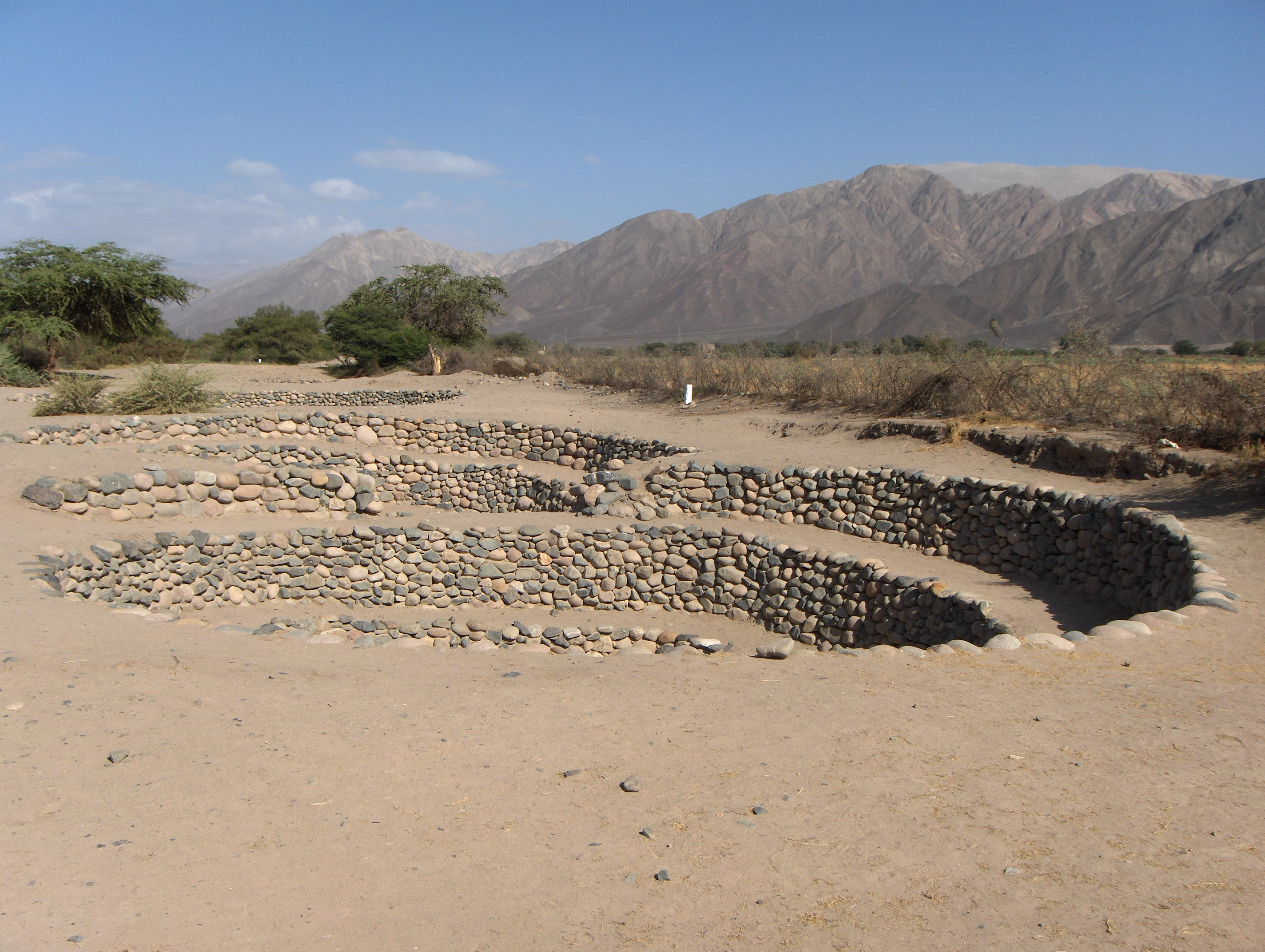
Aquädukte von Cantalloc, 3 km östlich der Stadt Nasca

Der Distrikt Nasca liegt in der Provinz Nasca in der Region Ica im Südwesten von Peru. Der Distrikt wurde am 28. November 1548 gegründet. Er hat eine Fläche von 1252,25 km² (nach anderen Quellen 1144 km²). Beim Zensus 2017 lebten 27.632 Einwohner im Distrikt. Im Jahr 1993 lag die Einwohnerzahl bei 23.463, im Jahr 2007 bei 26.062. Sitz der Distriktverwaltung ist die 588 m hoch zwischen den beiden Quellflüssen des Río Nazca gelegene Provinzhauptstadt Nasca mit 22.859 Einwohnern (Stand 2017).

## Geographische Lage
Der Distrikt Nasca erstreckt sich über den zentralen Teil der Provinz Nasca sowie über einen kleineren Bereich im Nordosten der Provinz. Die südwestliche Distriktgrenze verläuft nahe dem 15. südlichen Breitengrad. Das Gebiet besteht fast vollständig aus Wüste.
Der Distrikt Nasca grenzt im Westen an den Distrikt Changuillo, im Norden an den Distrikt El Ingenio, im Osten an den Distrikt Leoncio Prado (Provinz Lucanas), im Südosten an den Distrikt Vista Alegre sowie im Südwesten an den Distrikt Marcona.